# سیلویا لنس هارپر
 سیلویا لنس هارپر (انگلیسی: Sylvia Lance Harper؛ زاده ۱۸۹۵-۱۰) یک تنیس‌باز اهل استرالیا است.